# امیلی برگل
آن امیلی برگل (انگلیسی: Anne Emily Bergl؛ زادهٔ ۲۵ آوریل ۱۹۷۵) یک هنرپیشه سینما، و خواننده اهل بریتانیا است. وی از سال ۱۹۹۹ میلادی تاکنون مشغول فعالیت بوده‌است.

## بخشی از فیلمشناسی
از فیلم‌ها یا برنامه‌های تلویزیونی که وی در آن نقش داشته‌است می‌توان به آثار زیر اشاره کرد.
- خشم ۲ (۱۹۹۹)
- بخش فوریت‌های پزشکی (مجموعه تلویزیونی) (۲۰۰۰)
- چادرنشینان شاد (۲۰۰۱)
- دختران گیلمور (۲۰۰۱–۲۰۰۳)
- پیشتازان فضا: انترپرایز (۲۰۰۳)
- سی‌اس‌آی: میامی (۲۰۰۴)
- همسر خوب (۲۰۰۹)
- آناتومی گری (مجموعه تلویزیونی) (۲۰۱۰)
- کدبانوهای وامانده (۲۰۱۰–۲۰۱۲)
- هاوایی فایو-زیرو (۲۰۱۱)
- منتالیست (۲۰۱۲)
- انبار ۱۳ (۲۰۱۳)
- یاسمن پژمرده (۲۰۱۳)
- ابتدایی (مجموعه تلویزیونی) (۲۰۱۴)
- بی‌شرم (مجموعه تلویزیونی آمریکایی) (۲۰۱۴–۲۰۱۵)
- رسوایی (مجموعه تلویزیونی) (۲۰۱۵)
- جرم آمریکایی (مجموعه تلویزیونی) (۲۰۱۶ )
- دختران گیلمور (۲۰۱۶)